# جون سميث (رقيب)
جون سميث (فبراير 1814 - 26 يونيو 1864) هو أحد الحاصلين على صليب فيكتوريا، وهي أعلى جائزة مرموقة تُمنح للعاملين في ففوفِ القوات البريطانية وقوات الكومنولث. وُلد سميث في ديربيشاير في المملكة المتحدة، والتحق بالجيش الذي كان يُعرف باسمِ جيش شركة الهند الشرقية (بالإنجليزية: the army of the East India Company) في سن 23 عامًا. خدم سميث خلال حملات مختلفة، وحصل على صليب فيكتوريا في عام1857 في حصار دلهي. توفي سميث عام 1864.

## الحياة المُبكّرة
ولد سميث في آشبي رود، تيكنال، ديربيشاير، في شباط/فبراير 1814. بعد أن عمل كصانع ملابس مثل والده وعمه، التحق سميث بالجيش الخاص بشركة الهند الشرقيّة في لندن في 3 أكتوبر 1837. بعد تدريبه في مستودع شركة الهند الشرقية في تشاتام، سافرَ سميث نحو الهند. عند وصوله في 2 أغسطس 1839، أُرسلَ سميث إلى البنغال لاحقًا إلى المقر الرئيسي في دلهي. رُقي سميث إلى رتبة رقيب في عام 1840.

## المسيرة المهنيّة
خدمَ سميث مع السرية الخامسة في نوفمبر 1841، حيثُ خدم في قوة تحت قيادة العميد وايلد، فشارك في العمليّة التي تضمّنت تمشيط مسجد علي في ممر خيبر. خدم سميث طوال حملة عام 1842 في أفغانستان، حيث شارك في اقتحام ممر خيبر بنجاح يالإضافة إلى احتلال جلال اباد واحتلال كابول. عاد سميث لاحقًا إلى المقر الرئيسي للجيش في دلهي، وتم نقله بعد ذلك بوقت قصير إلى السريّة السابعة، التي خدم معها في الجزء الأخير من حملة سوتليج. كان سميث حاضرا في معركة سوبراون وحصل على ميدالية بفضل هذه المشاركة. نُقلَ لاحقًا إلى السرية الثالثة حيث خدم خلال الحملة على البنجاب في حرب السيخ الثانية، كما كان حاضرًا في حصار ملتان والاستيلاء عليها ومعركة جوجيرات.
عُيّن سميث في عام 1851 للعمل مع المهندس المشرف على منطقة البنجاب في إدارة الأشغال العامة، حيث بدأ العمل كمراقب مساعد بالإنابة وأصبح في النهاية مشرفًا مساعدًا في عام 1854. أُمِر سميث بالعودة إلى كتيبته في عام 1856، وبسبب خطأ في تنفيذ هذا الأمر تم إرسال سميث عن طريق الخطأ إلى السرية الثالثة من الكتيبة الرابعة لمدفعية البنغال. نجح سميث في الاحتجاج ضد الأمر، مما أدى إلى إلغائه وإعادة سميث إلى مقره السابق في رتبته السابقة كرقيب. بقي سميث في روركي حتى اندلاع الثورة الهنديّة في مايو 1857 عندما أمرت قوة من سريته بتقديمِ مساعدة فورية في ميروت. قوبل وصول هذه القوة إلى ميروت في 13 مايو 1857 بالعداء، وطالبت سلطات ميروت بنزع سلاح سرية سميث، وهو ما أدى إلى تمرد عدد كبير من القوة التي قُتل قائدها في هذه العملية، تاركًا 45 من ضباط الصف والجنديين و124 من خبراء المتفجرات الهنود المخلصين. بعد أسبوعين في ميروت، صدرت أوامر لهذه المجموعة بالانضمام إلى قوة دلهي الميدانية، حيث يخدم سميث في العمليات خلال الحصار.

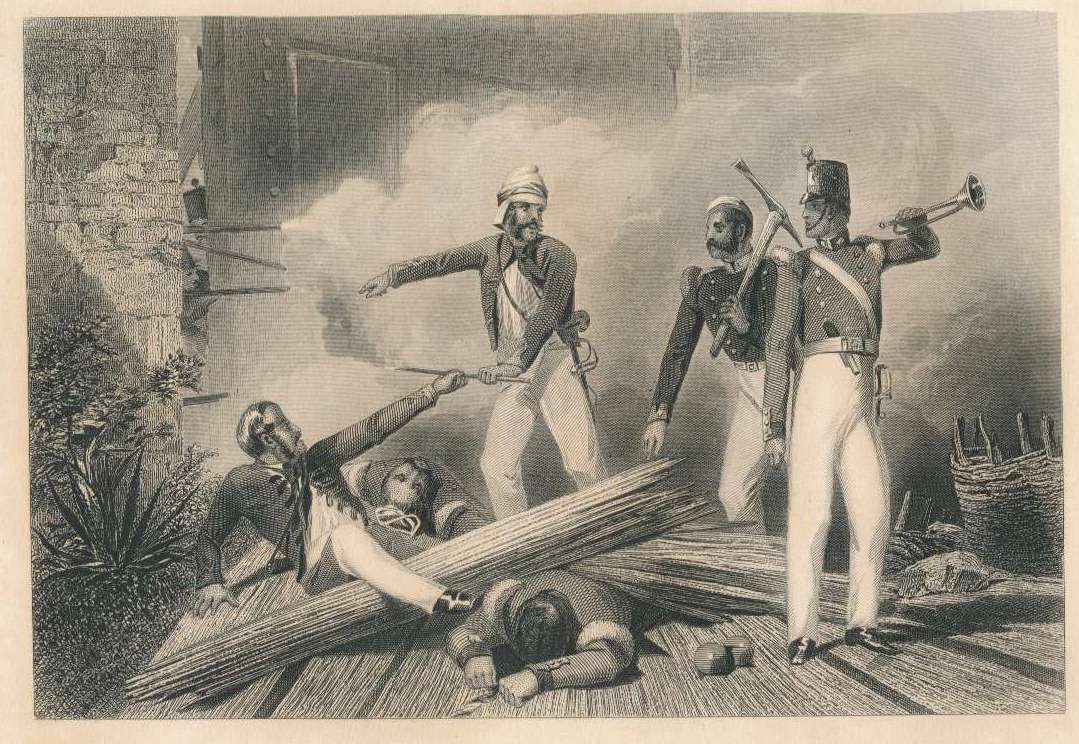
تفجير بوابة الكشمير في دلهي في 14 سبتمبر 1857

كان سميث يبلغ من العمر 43 عامًا، وكان رقيبًا في سريته أثناء الثورة الهنديّة. أظهر الرقيب سميث مع اثنين من مساعديه وهما دنكان تشارلز هوم وفيليب سالكيلد بالإضافة إلى بوغلر روبرت هوثورن شجاعة واضحة في التقدم نحوَ بوابة كشمير في وضح النهار تحت نيران كثيفة. عُيّن سميث في تموز/يوليو 1859 كقائد ثانوي ومدير باراك بالنيابة لجولندور وفيلور. تمت ترقية سميث إلى رتبة ملازم في 17 مارس 1860، وشغل لاحقًا منصب باراك ماستر في بيشاور وسوباثو ودارجيلنغ، وعاد في يناير 1864 إلى مهام عامة في أمبالا.

## الوفاة
أثناء إجازة في جولوندور. أُصيبَ سميث بالزحار هناك وتوفي في 26 يونيو 1864. دُفن في مقبرة المدفعية في جولوندور، بينما ظلَّ موقع صليب فيكتوريا الذي حصل عليه غير معروفًا. وُضعت لوحة تذكارية لإحياء ذكرى سميث على جدار قاعة قرية تيكنال في عام 2014.

## روابط خارجية
- إحداثيات قبر جون سميث.